# サミュエル・A・カートライト

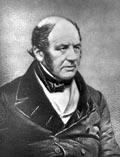
サミュエル・A・カートライト

サミュエル・A・カートライト（Samuel Adolphus Cartwright、1793年11月3日 - 1863年5月2日）は、南部同盟の軍医。
アメリカミシシッピー州ビックスバーグやルイジアナ州ポートハドソンのキャンプの衛生状態を改善し、黄熱とアジアコレラの彼の調査で表彰されている。
彼は黒人の健康問題に関する権威として悪名高く、ドラペトマニアという精神病を作ったことで有名である。
彼は奴隷制度廃止論者のベンジャミン・ラッシュの弟子の1人であったが、彼は奴隷制度支持者で南部の人々に奴隷制度の医学的正当性を与えた。